# 稽王 (馬韓)
韓貞（？—？），是三韓之馬韓的君主，第9代王。在位於前33年至前17年，諡號稽王（韓語：계왕），名韓貞（韓語：한정）。